# Bílý Potok (Javorník)
Bílý Potok (deutsch Weißbach b. Jauernig) ist ein Ortsteil der Stadt Javorník im Okres Jeseník in Tschechien. Es gehört zur Region Olomoucký kraj und liegt zwei Kilometer nördlich von Javorník.

## Geographie

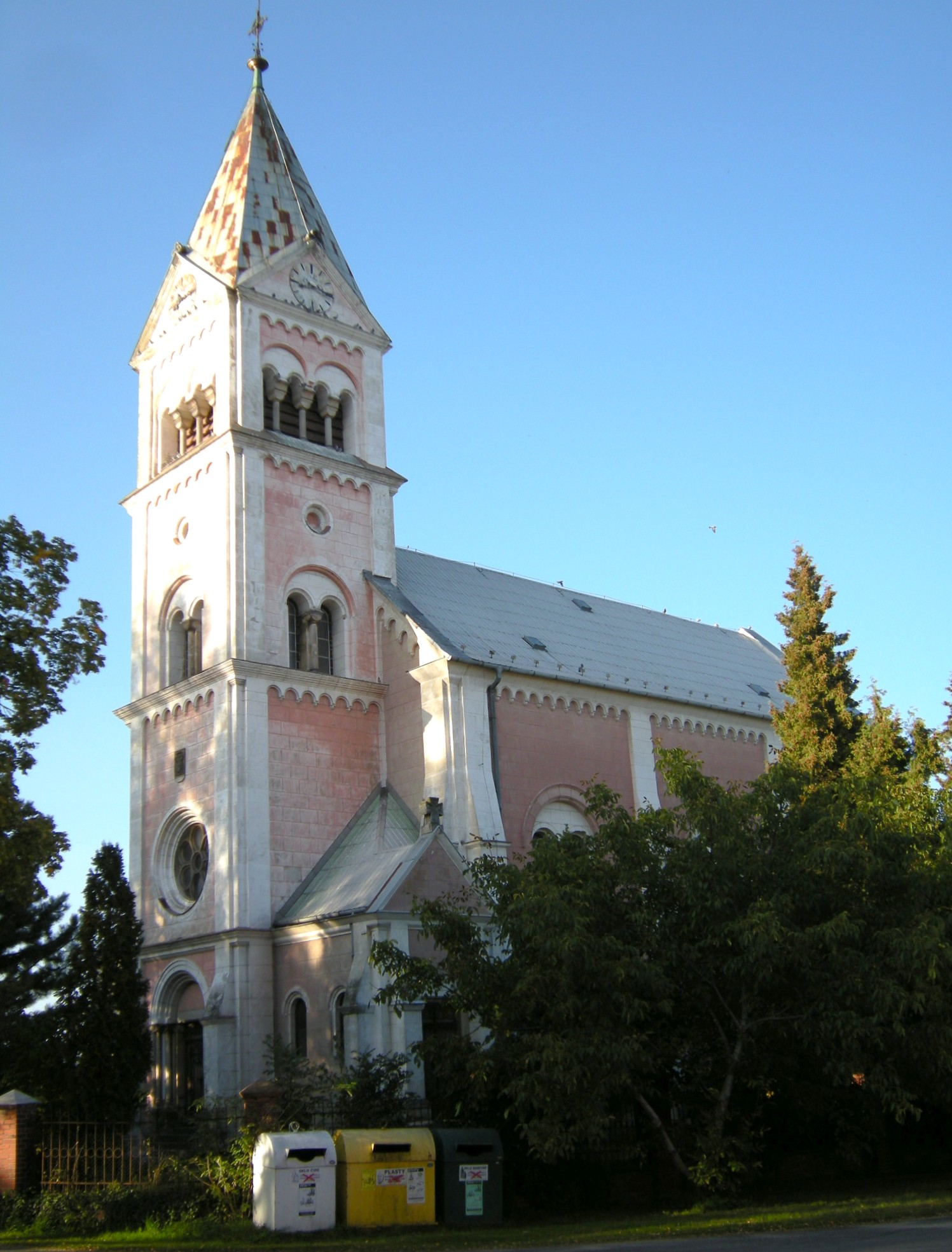
St.-Laurentius-Kirche

Bílý Potok liegt am Fuße des Reichensteiner Gebirges, unmittelbar an der Grenze zu Polen, die nördlich verläuft. Es wird vom gleichnamigen Fluss Bílý Potok (Weißbach) in ost-westlicher Richtung durchflossen. Nachbarorte sind Kohout (Hahnberg) im Osten, Uhelná im Süden und Horní Hoštice  im Nordwesten. Jenseits der Grenze liegen im Patschkauer Vorland (Przedgórze Paczkowskie) Gościce und Kamienice im Norden sowie Paczków, Unikowice und Lisie Kąty im Nordosten. Südwestlich von Bíly Potok erhebt sich der 700 m hohe Vysoky kámen (Hoher Stein).

## Geschichte
Weißbach wurde im 13. Jahrhundert gegründet und erstmals 1290 erwähnt. Es gehörte zunächst zum Herzogtum Breslau und gelangte später zum Neisser Bistumsland, in dem ab 1290 die Breslauer Bischöfe neben der geistlichen auch die weltliche Macht ausübten. Neben dem bischöflichen Besitz gehörte ein Anteil von Weißbach mit den zugehörigen Untertanen zur gleichnamigen Vogtei. Für das Jahr 1310 ist die Schreibweise „Wyzbach“ belegt.
Zusammen mit dem Fürstentum Neisse gelangte Weißbach 1342 unter Bischof Preczlaw von Pogarell als ein Lehen an die Krone Böhmen, die ab 1526 die Habsburger innehatten. Während der Hussitenkriege wurde Weißbach verwüstet. Für das Jahr 1579 ist eine Schule belegt; Ende des 16. Jahrhunderts bestand Weißbach aus 21 Hufen. Nach den Drangsalierungen und Plünderungen im Dreißigjährigen Krieg war Weißbach verwüstet und zur Hälfte unbewohnt. 1651 wurde nach einem Brand die bereits im 13. Jahrhundert erwähnte St.-Laurentius-Kirche wieder aufgebaut. Für das Jahr 1722 sind in Weißbach 25 Bauerngehöfte und 12 Gärtner belegt.
Nach dem Ersten Schlesischen Krieg, in dem 1742 fast ganz Schlesien an Preußen fiel, musste auch das Fürstentum Neisse geteilt werden. Weißbach und die Siedlung Hahnberg verblieben mit dem Süden des Bistumslandes bei Böhmen und unterstanden kirchlich weiterhin dem Bistum Breslau. Durch die neu eingetretene Grenzlage kam es zu einem wirtschaftlichen Niedergang, zumal das bis dahin gemeinsam bewirtschaftete Fuchswinkel nun jenseits der Grenze lag. 1836 bestand Weißbach (ohne Hahnberg) aus 126 Häusern und 926 Einwohnern. 1841 erwarb Vinzenz Priessnitz, der Begründer des Bades Gräfenberg (Lázně Jeseník), die Vogtei mit dem verbundenen Lehngut und errichtete in der Kolonie Hahnberg eine Dampfmühle.
Mit der Aufhebung der Patrimonialherrschaften 1850 wurde der bis dahin bischöfliche Anteil mit dem Gut der Vogtei verbunden. Weißbach bildete nun zusammen mit Hahnberg und Ober Gostitz eine Gemeinde in der Bezirkshauptmannschaft Freiwaldau. 1855 wurde die Gemeinde dem Bezirk Jauernig und ab 1868 dem Bezirk Freiwaldau zugeordnet. 1869 schied Ober Gostitz aus der Gemeinde Weißbach aus und bildete eine eigene Gemeinde. Bereits 1862 wurde Weißbach zur selbständigen Pfarrei erhoben und 1893/95 an der Stelle der bisherigen Kirche ein größeres Gotteshaus errichtet. Im Jahre 1900 bestand Weißbach aus 163 Häusern, in denen 827 ausschließlich deutsche Einwohner lebten. 1918 fiel Weißbach an die neu gegründete Tschechoslowakei und erhielt 1921 die amtliche Ortsbezeichnung Bilý Potok. 1930 befanden sich unter den Einwohnern von Weißbach zehn Tschechen. Nach dem Münchner Abkommen wurde die Gemeinde 1938 vom Deutschen Reich annektiert und gehörte bis 1945 zum Landkreis Freiwaldau. Nach dem Zweiten Weltkrieg wurde die überwiegend deutsche Bevölkerung vertrieben.
Ab 1963 gehörte Horní Hoštice (Ober Gostitz) zur Gemeinde Bilý Potok. Zum 1. Januar 1976 wurden beide Ortschaften in die Stadt Javorník eingemeindet.

## Ortsgliederung
Der Ortsteil Bílý Potok besteht aus den Grundsiedlungseinheiten Bílý Potok (Weißbach) und Kohout (Hahnberg).
Der Ortsteil bildet einen Katastralbezirk.

## Sehenswürdigkeiten
- Die bereits im 13. Jahrhundert erwähnte St.-Laurentius-Kirche wurde 1893–1895 durch einen Neubau nach Plänen eines Wiener Architekten ersetzt. Bauausführender war der Jauerniger Baumeister Alois Utner junior.[3]
- Bildstock an der Straße nach Javorník.

## Söhne und Töchter des Ortes
- Rudolf Rittner (1869–1943), Bühnen- und Filmschauspieler